# Dear Frankie
Dear Frankie (Querido Frankie en Argentina, Mi querido Frankie en España) es una película de 2004 dirigida por Shona Auerbach y protagonizada por Emily Mortimer, Gerard Butler y Anna Hepburn, entre otros.
Shona Auerbach se estrena con un largometraje sensible que desentraña los secretos de las relaciones entre madre e hijo. Emily Mortimer (El Santo, Notthing Hill) interpreta a la madre, Gerard Butler (Drácula, El fantasma de la ópera) es el desconocido que se hace pasar por padre del niño y el pequeño Jack McElhone es Frankie.

## Sinopsis
Lizzie (Emily Mortimer) lleva toda la vida de mudanza, moviéndose de un lugar a otro de Escocia, junto con su hijo Frankie (Jack McElhone) y su madre (Mary Riggans), huyendo del padre del niño. Frankie está sordo desde bebé. Para proteger a su hijo, Lizzie le explica por qué están siempre de viaje, inventado una historia, y hace todo lo posible por hacerla creíble, incluso llega a escribir cartas falsas enviadas por el supuesto padre de Frankie, que trabaja en un barco y viaja a países exóticos. Todo se va a complicar cuando Lizzie descubre que el barco en cuestión regresa a casa en unos días, de modo que se verá en el dilema de contarle la verdad a Frankie o buscar a un extraño (Gerard Butler) para que haga de padre perfecto durante un tiempo.